# 1528年
| 千纪： | 2千纪 |
| 世纪： | 15世纪 \| 16世纪 \| 17世纪                                                                                 |
| 年代： | 1490年代 \| 1500年代 \| 1510年代 \| 1520年代 \| 1530年代 \| 1540年代 \| 1550年代                           |
| 年份： | 1523年 \| 1524年 \| 1525年 \| 1526年 \| 1527年 \| 1528年 \| 1529年 \| 1530年 \| 1531年 \| 1532年 \| 1533年 |
| 纪年： | 戊子年（鼠年）；明嘉靖七年；越南明德二年；日本大永八年，享祿元年                                           |

## 大事记
- 西班牙人埃尔南多·德·索托發現「路易斯安那」北方河谷。
- 西班牙人抵達印加帝國邊境，法蘭西斯克·皮薩羅從巴拿馬返航回塞維爾尋求神聖羅馬皇帝查理五世征服印加帝國的支持。
- 桑海帝國皇帝阿斯基亞·穆罕默德一世被其子阿斯基亞·穆薩廢黜。

## 出生
- 11月12日（嘉靖七年闰十月初一）——戚继光，明朝将军（1588年逝世）